# Motýlkovec africký
Motýlkovec africký (Pantodon buchholzi) je sladkovodní paprskoploutvá ryba z řádu ostnojazyční. Je to jediný známý zástupce rodu motýlkovec i čeledi motýlkovcovití (Pantodontidae). Jméno poukazuje na velké, motýlím křídlům podobné prsní ploutve, pomocí kterých motýlkovec dokáže plachtit (alespoň zdánlivě) nad hladinou až na vzdálenost dvou metrů. Někteří autoři však soudí, že se jedná o čistě balistické skoky. Jedná se o náročnější, ale přesto oblíbenou akvarijní rybu.

## Výskyt
Motýlkovec africký se vyskytuje ve stojatých či pomalu proudících sladkých vodách tropické západní Afriky, v povodí řek Kongo a Niger.

## Anatomie a fyziologie

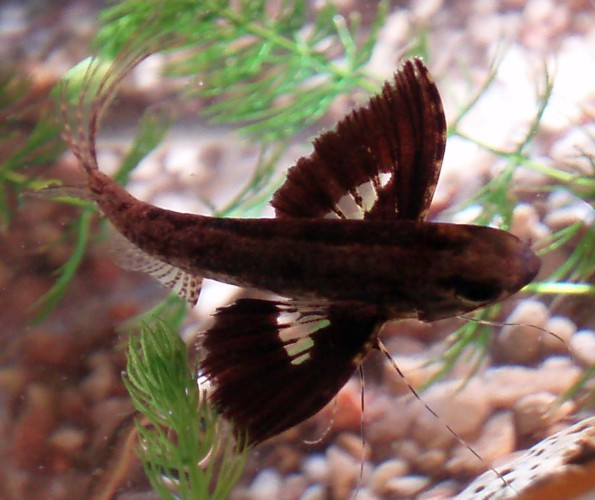
Motýlkovec a jeho prsní ploutve připomínající motýlí křídla

Motýlkovec je závislý na dýchání vzdušného kyslíku. K tomu jako dýchací orgán využívá plynový měchýř, který je kanálkem (ductus pneumaticus) propojen se střevem. Dýchání žábrami nedokáže zajistit dostatečnou výměnu dýchacích plynů a za normálních podmínek se jeho frekvence cyklicky mění, nejnižší je po nádechu vzduchu, nejvyšší těsně před nádechem. Plynový měchýř motýlkovců je vybaven respiračním epitelem a výběžky, které zasahují až do obratlů a žeber. Výběžky plynového měchýře v kostech snižují relativní hustotu těla.